# 2012-es skandináv túraautó-bajnokság
A 2012-es skandináv túraautó-bajnokság a sorozat második kiírása.

## Csapatok és versenyzők
(Megjegyzés: A 88–99 közötti rajtszámokat a Semcon cup résztvevőinek adják ki.)
| Csapat                      | Autó                | #  | Versenyző            | Versenyek |
| --------------------------- | ------------------- | -- | -------------------- | --------- |
| Chevrolet Motorsport Sweden | Chevrolet Cruze     | 1  | Rickard Rydell       | Mind      |
| Chevrolet Motorsport Sweden | Chevrolet Cruze     | 4  | Michel Nykjær        | Mind      |
| Volkswagen Team Biogas      | Volkswagen Scirocco | 2  | Jordi Gené           | Mind      |
| Volkswagen Team Biogas      | Volkswagen Scirocco | 3  | Johan Kristoffersson | Mind      |
| IPS Team Biogas             | Volkswagen Scirocco | 15 | Patrik Olsson        | Mind      |
| IPS Team Biogas             | Volkswagen Scirocco | 21 | Johan Stureson       | Mind      |
| Honda Racing Sweden         | Honda Civic         | 17 | Tomas Engström       | Mind      |
| SEAT Sport Sweden           | SEAT León           | 22 | Robin Appelqvist     | Mind      |
| SEAT Sport Sweden           | SEAT León           | 23 | Santosh Berggren     | Mind      |
| MECA                        | Alfa Romeo 156      | 89 | Claes Hoffsten       | 1         |
| NP Racing                   | SEAT León           | 90 | Niclas Olsson        | Mind      |
| G-Rex Sweden                | Mercedes C200       | 91 | Tony Johansson       | 2–4       |
| Memphis Racing              | Opel Astra          | 92 | André Andersson      | 1–2       |
| Memphis Racing              | BMW 320i            | 92 | André Andersson      | 3-4       |
| BMS Event                   | Audi A4             | 97 | Joakim Ahlberg       | Mind      |
| BMS Event                   | Audi A4             | 98 | Andreas Ahlberg      | Mind      |

## Versenynaptár
| Hétvége | Hétvége | Pálya              | Dátum          | Pole pozíció         | Leggyorsabb kör | Győztes versenyző    | Győztes csapat              | Győztes privátversenyző |
| ------- | ------- | ------------------ | -------------- | -------------------- | --------------- | -------------------- | --------------------------- | ----------------------- |
| 1       | V1      | Mantorp Park       | Május 5.       | Johan Stureson       | Rickard Rydell  | Johan Kristoffersson | Volkswagen Team Biogas      | Niclas Olsson           |
| 1       | V2      | Mantorp Park       | Május 5.       | Johan Kristoffersson | Rickard Rydell  | Johan Kristoffersson | Volkswagen Team Biogas      | Niclas Olsson           |
| 2       | V3      | Ring Knutstorp     | Május 19.      | Rickard Rydell       | Rickard Rydell  | Rickard Rydell       | Chevrolet Motorsport Sweden | Niclas Olsson           |
| 2       | V4      | Ring Knutstorp     | Május 19.      | Michel Nykjær        | Michel Nykjær   | Michel Nykjær        | Chevrolet Motorsport Sweden | Niclas Olsson           |
| 3       | V5      | Sturup Raceway     | Június 16.     | Tomas Engström       | Tomas Engström  | Tomas Engström       | Honda Racing Sweden         | Niclas Olsson           |
| 3       | V6      | Sturup Raceway     | Június 16.     | Michel Nykjær        | Tomas Engström  | Michel Nykjær        | Chevrolet Motorsport Sweden | Niclas Olsson           |
| 4       | V7      | Mantorp Park       | Július 7.      | Rickard Rydell       | Tomas Engström  | Johan Kristoffersson | Volkswagen Team Biogas      | Andreas Ahlberg         |
| 4       | V8      | Mantorp Park       | Július 7.      | Michel Nykjær        | Tomas Engström  | Michel Nykjær        | Chevrolet Motorsport Sweden | Niclas Olsson           |
| 5       | V9      | Östersund          | Augusztus 11.  |                      |                 |                      |                             |                         |
| 5       | V10     | Östersund          | Augusztus 11.  |                      |                 |                      |                             |                         |
| 6       | V11     | Jyllands-Ringen    | Augusztus 25.  |                      |                 |                      |                             |                         |
| 6       | V12     | Jyllands-Ringen    | Augusztus 25.  |                      |                 |                      |                             |                         |
| 7       | V13     | Ring Knutstorp     | Szeptember 8.  |                      |                 |                      |                             |                         |
| 7       | V14     | Ring Knutstorp     | Szeptember 8.  |                      |                 |                      |                             |                         |
| 8       | V15     | Solvalla Stockholm | Szeptember 22. |                      |                 |                      |                             |                         |
| 8       | V16     | Solvalla Stockholm | Szeptember 22. |                      |                 |                      |                             |                         |